# Guido Maria Mazzocco
Guido Maria Mazzocco (Agugliaro, 28 febbraio 1883 – 8 novembre 1968) è stato un vescovo cattolico italiano.

## Biografia
Nacque il 28 febbraio 1883.
Il 12 novembre 1936 fu eletto vescovo di Adria.
Nel 1938 dotò la biblioteca del seminario vescovile di un'ampia sala di consultazione.
Nel 1958 celebrò il sinodo diocesano.
Il 22 settembre 1963 benedisse la prima pietra del nuovo seminario vescovile, ultimato ed inaugurato tre anni dopo.
Morì l'8 novembre 1968.

## Genealogia episcopale e successione apostolica
La genealogia episcopale è:
- Cardinale Scipione Rebiba
- Cardinale Giulio Antonio Santori
- Cardinale Girolamo Bernerio, O.P.
- Arcivescovo Galeazzo Sanvitale
- Cardinale Ludovico Ludovisi
- Cardinale Luigi Caetani
- Cardinale Ulderico Carpegna
- Cardinale Paluzzo Paluzzi Altieri degli Albertoni
- Papa Benedetto XIII
- Papa Benedetto XIV
- Papa Clemente XIII
- Cardinale Bernardino Giraud
- Cardinale Alessandro Mattei
- Cardinale Pietro Francesco Galleffi
- Cardinale Giacomo Filippo Fransoni
- Cardinale Carlo Sacconi
- Cardinale Edward Henry Howard
- Cardinale Mariano Rampolla del Tindaro
- Cardinale Rafael Merry del Val
- Arcivescovo Andrea Giacinto Longhin, O.F.M.Cap.
- Patriarca Carlo Agostini
- Vescovo Guido Maria Mazzocco

La successione apostolica è:
- Arcivescovo Giacinto Giovanni Ambrosi, O.F.M.Cap. (1938)
- Vescovo Marcello Rosina (1963)